# Яцек Тодоров
Яцек Викторов Тодоров е български оператор и художник от българо-полски произход. Преподавател в НАТФИЗ „Кр. Сарафов“.

## Биография
Роден е в София на 24 май 1941 г. През 1966 г. завършва операторско майсторство във Висшата филмова академия в Лодз, Полша. Специализира комбинирани снимки в Лондон, Великобритания. Филмов оператор на над 30 игрални филми и тв сериали. Преподавател в НАТФИЗ „Кръстьо Сарафов“ от 1974 г., доц. д-р. Баща е на друг български оператор – Войчех Тодоров. Издава книгата „Не само за режисьори и оператори“ 

## Кратка филмография
- По улица Раковска (1970)
- След аплодисментите (1972)
- Като песен (1973)
- Опак човек (тв, 1973)
- Изпити по никое време (1974)
- При никого (1975)
- Два диоптъра далекогледство (1976)
- Хирурзи (1977)
- 100 тона щастие (1978)
- Войната на таралежите (1979)
- Пришествие (1981)
- Комбина (1982)
- Балада за звънците (1982)
- Игра с огъня (1982)
- Царска пиеса (1982)
- Хотел „Централ“ (1983)
- Вик за помощ (1984)
- Амиго Ернесто (1986)
- Бай Ганьо тръгва из Европа (1991) (заедно с Георги Николов)
- Бай Ганьо (4-сер. тв, 1991) (заедно с Георги Николов на I, II и IV серия)

## Награди
- Наградата на Община София за ярки постижения в областта на културата (1968, 1970, 1972)
- Награда „Златна роза“ от Фестивала на българския игрален филм „Златната роза“ – Варна (1969, 1975)
- Награда на младежта – гр. Хихон, Испания (1975)
- Награда за операторско майсторство за „Хотел Централ“ (1984)
- Орден „Св. св. Кирил и Методий“ – I ст.
- Заслужил деятел на полската култура
- Награда за цялостно творчество за особен принос в развитието на българската операторска школа от VI Национален фестивал за операторско майсторство „Златното Око“, Попово, 27 – 30 май 2011